# Philodromus leucomarginatus
Philodromus leucomarginatus es una especie de araña cangrejo del género Philodromus, familia Philodromidae. Fue descrita científicamente por Paik en 1979.